# Auxon-Dessus
Auxon-Dessus és un municipi francès situat al departament del Doubs i a la regió de Borgonya - Franc Comtat. L'any 2007 tenia 1.082 habitants.

## Demografia

### Població
El 2007 la població de fet d'Auxon-Dessus era de 1.082 persones. Hi havia 381 famílies de les quals 54 eren unipersonals (31 homes vivint sols i 23 dones vivint soles), 123 parelles sense fills, 181 parelles amb fills i 23 famílies monoparentals amb fills.
La població ha evolucionat segons el següent gràfic:
Habitants censats

### Habitatges
El 2007 hi havia 399 habitatges, 385 eren l'habitatge principal de la família, 8 eren segones residències i 6 estaven desocupats. 374 eren cases i 24 eren apartaments. Dels 385 habitatges principals, 320 estaven ocupats pels seus propietaris, 63 estaven llogats i ocupats pels llogaters i 2 estaven cedits a títol gratuït; 10 tenien dues cambres, 23 en tenien tres, 64 en tenien quatre i 289 en tenien cinc o més. 361 habitatges disposaven pel capbaix d'una plaça de pàrquing. A 110 habitatges hi havia un automòbil i a 267 n'hi havia dos o més.

### Piràmide de població
La piràmide de població per edats i sexe el 2009 era:
| Homes | Edats   | Dones |
| ----- | ------- | ----- |
| 0     | 95 o +  | 0     |
| 0     | 90 a 94 | 0     |
| 0     | 85 a 89 | 4     |
| 0     | 80 a 84 | 0     |
| 8     | 75 a 79 | 4     |
| 4     | 70 a 74 | 4     |
| 8     | 65 a 69 | 12    |
| 16    | 60 a 64 | 8     |
| 44    | 55 a 59 | 36    |
| 52    | 50 a 54 | 32    |
| 24    | 45 a 49 | 60    |
| 36    | 40 a 44 | 36    |
| 20    | 35 a 39 | 28    |
| 16    | 30 a 34 | 8     |
| 8     | 25 a 29 | 12    |
| 36    | 20 a 24 | 32    |
| 16    | 15 a 19 | 44    |
| 48    | 10 a 14 | 24    |
| 24    | 5 a 9   | 24    |
| 4     | 0 a 4   | 16    |

## Economia
El 2007 la població en edat de treballar era de 743 persones, 548 eren actives i 195 eren inactives. De les 548 persones actives 517 estaven ocupades (267 homes i 250 dones) i 30 estaven aturades (15 homes i 15 dones). De les 195 persones inactives 81 estaven jubilades, 74 estaven estudiant i 40 estaven classificades com a «altres inactius».

### Ingressos
El 2009 a Auxon-Dessus hi havia 390 unitats fiscals que integraven 1.130 persones, la mediana anual d'ingressos fiscals per persona era de 21.828 €.

### Activitats econòmiques
Dels 36 establiments que hi havia el 2007, 1 era d'una empresa extractiva, 1 d'una empresa de fabricació de material elèctric, 2 d'empreses de fabricació d'altres productes industrials, 7 d'empreses de construcció, 8 d'empreses de comerç i reparació d'automòbils, 2 d'empreses de transport, 3 d'empreses financeres, 2 d'empreses immobiliàries, 6 d'empreses de serveis, 2 d'entitats de l'administració pública i 2 d'empreses classificades com a «altres activitats de serveis».
Dels 10 establiments de servei als particulars que hi havia el 2009, 3 eren tallers de reparació d'automòbils i de material agrícola, 3 guixaires pintors, 2 fusteries, 1 perruqueria i 1 agència immobiliària.
Els 2 establiments comercials que hi havia el 2009 eren floristeries.
L'any 2000 a Auxon-Dessus hi havia 5 explotacions agrícoles.

## Equipaments sanitaris i escolars
El 2009 hi havia una escola elemental.

## Poblacions més properes
El següent diagrama mostra les poblacions més properes.